# Eendracht Meldert
Dernière mise à jour : 16 février 2012.
L'Eendracht Meldert est un ancien club de football belge, basé dans le village de Meldert. Fondé en 1955, il fusionne en 2004 avec le TK Meldert pour former le Verbroedering Meldert. Au cours de son Histoire, le club a disputé 7 saisons dans les divisions nationales, toutes en Promotion, le quatrième niveau national.

## Histoire
L'Eendracht Meldert est fondé en 1955, et s'affilie dans le premier temps à la Katholiek Sportverbond, une fédération amateur. Le 27 juillet 1960, il rejoint l'Union Belge, qui lui attribue le matricule 6367 et le verse en quatrième provinciale de Flandre-Orientale. Le club évolue les 35 années suivantes dans ces séries provinciales, franchissant les niveaux petit à petit. Finalement, il remporte le championnat provincial en 1995, ce qui lui ouvre les portes de la Promotion pour la première fois de son Histoire.
Dès sa première saison en nationales, le club lutte pour le titre, et termine finalement à un point du champion, l'Eendracht Zele. Il participe alors au tour final pour la montée, mais y est battu au premier tour par Wellen. Deux ans plus tard, lors de la saison 1997-1998, le club est rejoint dans sa série par le TK Meldert, un club du même village, fondé en 1972, qui dispute sa première saison en nationales. L'Eendracht remporte une des trois tranches du championnat, et dispute à nouveau le tour final pour la montée. Il élimine Aalter au premier tour, mais est ensuite sorti par Denderhoutem. La saison suivante, le club est dépassé par le TK Meldert, et finit à la place de barragiste. Il est d'abord battu par Tournai, puis par la Jeunesse Aischoise, et est relégué en première provinciale après quatre saisons en Promotion.
La saison suivante, l'Eendracht Meldert retrouve la Promotion, promu en compagnie du Red Star Haasdonk. Pour son retour en nationales en 2000-2001, le club termine deuxième de sa série, à nouveau derrière Haasdonk, mais devant son rival local du TK. Il prend dès lors part au tour final pour la montée en Division 3. Après avoir battu Aarschot aux tirs au but, le club est éliminé par Wevelgem City et manque une nouvelle chance de promotion. La saison suivante, le club participe à nouveau au tour final, tout comme l'autre club du village. Si Spa se montre trop fort pour l'Eendracht, qui reste donc en Promotion, le TK gagne tous ses matches et découvre la Division 3 la saison prochaine. 
En 2003, le club termine avant-dernier de sa série, et est renvoyé en première provinciale. Un an plus tard, les deux rivaux décident d'unir leurs forces, et forment le Verbroedering Meldert. Le club fusionné conserve le matricule 8126 du TK, tandis que le 6367 de l'Eendracht est radié par la Fédération.

## Résultats dans les divisions nationales
Statistiques clôturées, club disparu

### Bilan
| Niv | Divisions    | Jouées | Titres | TM Up | TM Down |
| --- | ------------ | ------ | ------ | ----- | ------- |
| I   | 1e nationale | 0      | 0      |       |         |
| II  | 2e nationale | 0      | 0      |       |         |
| III | 3e nationale | 0      | 0      |       |         |
| IV  | 4e nationale | 7      | 0      | 4     | 1       |
|     |              |        |        |       |         |
|     | TOTAUX       | 7      | 0      | 4     | 1       |

- TM Up= test-match pour départager des égalités, ou toutes formes de Barrages ou de Tour final pour une montée éventuelle.
- TM Down= test-match pour départager des égalités, ou toutes formes de Barrages ou de Tour final pour le maintien.

### Classements saison par saison
| Ordre               | Saison  | Nom du club | Niveau | Classement final | Remarques |
| ------------------- | ------- | --- | --- | --- | --- |
| 1                   | 1995-96 | Eendracht Meldert | Promotion série B | 2e/16 | Tour final! |
| 2                   | 1996-97 | Eendracht Meldert | Promotion série A | 7e/16 | |
| 3                   | 1997-98 | Eendracht Meldert | Promotion série B | 7e/16 | Tour final! |
| 4                   | 1998-99 | Eendracht Meldert | Promotion série B | 13e/16 | Relégué via barrages! |
| séries provinciales |         | | | | |
| 5                   | 2000-01 | Eendracht Meldert | Promotion série B | 2e/16 | Tour final! |
| 6                   | 2001-02 | Eendracht Meldert | Promotion série B | 6e/16 | Tour final! |
| 4                   | 2002-03 | Eendracht Meldert | Promotion série B | 15e/16 | Relégué! |
| séries provinciales |         | | | | |
| X                   | 2006    | Le club fusionne avec le TK Meldert pour former le Verbroedering Meldert, son matricule 6367 est radié par la Fédération | Le club fusionne avec le TK Meldert pour former le Verbroedering Meldert, son matricule 6367 est radié par la Fédération | Le club fusionne avec le TK Meldert pour former le Verbroedering Meldert, son matricule 6367 est radié par la Fédération | Le club fusionne avec le TK Meldert pour former le Verbroedering Meldert, son matricule 6367 est radié par la Fédération |

### Articles liés
- Verbroedering Meldert, club porteur du matricule 8126, formé par la fusion de l'Eendracht et du TK Meldert.